# 共役リノール酸

trans-10,cis-12 共役リノール酸

trans-9,trans-11 共役リノール酸

共役リノール酸（きょうやくリノールさん、英: conjugated linoleic acid、略称 CLA）とはリノール酸の異性体のうち、炭素-炭素間の二重結合が2個共役した形の（-C=C-C=C- のように連続している）部分構造を持つものの総称である。いずれも化学式は C18H32O2。

## 概要
共役リノール酸は反芻動物から見つかった不飽和脂肪酸で、反芻動物の消化管内で微生物が産生する。ウシの乳や乳製品に含まれる脂質の0.34-1.07%、牛肉に含まれる脂質の0.12-0.68%を占める。
共役リノール酸は構造的にトランス型の二重結合を有するものも多く、天然に含まれるトランス脂肪酸であるが、体内で非共役トランス脂肪酸以外の脂肪酸と同様に振る舞うことから、アメリカ食品医薬品局ではトランス脂肪酸の規制から除外している。デンマークにおけるトランス脂肪酸の規制でも同様に規制対象外となっている。
以下に、いくつかの共役リノール酸の CAS登録番号 (CAS RN) を示す。
- trans-10,trans-12体 (trans-11,trans-12-octadecadienoic acid) CAS RN [1072-36-2]
- cis-10,trans-12体 (cis-10,trans-12-octadecadienoic acid) CAS RN [2420-44-2]
- trans-10,cis-12体 (trans-10,cis-12-octadecadienoic acid) CAS RN [2420-56-6]
- cis-10,cis-12体 (cis-10,cis-12-octadecadienoic acid) CAS RN [7307-45-1]
- trans-9,trans-11体 CAS RN [544-71-8]
- trans-9,cis-11体 CAS RN [872-23-1]
- cis-9,trans-11体（ルーメン酸）CAS RN [2540-56-9]
- cis-9,cis-11体 CAS RN [544-70-7]
- trans-11,trans-13体 CAS RN [693-73-2]